# Amália de Nassau-Dietz (1710–1777)
Ana Carlota Amália de Nassau-Dietz (em holandês: Anna Charlotte Amalie; 13 ou 23 de outubro de 1710 - 18 de setembro de 1777) foi a esposa do príncipe-herdeiro Frederico de Baden-Durlach e mãe de Carlos Frederico, primeiro grão-duque de Baden.

## Família
Ana Carlota Amália foi a filha mais velha do príncipe João Guilherme Friso de Orange e da condessa Maria Luísa de Hesse-Cassel. Os seus avós paternos eram o príncipe Henrique Casimiro II de Nassau-Dietz e a princesa Henriqueta Amália de Anhalt-Dessau. Os seus avós maternos eram o conde Carlos I de Hesse-Cassel e a princesa Maria Amália da Curlândia.

## Vida
Amália cresceu em Frísia e falava frisão ocidental. Depois do seu casamento com Frederico em 1727, mudou-se para Durlach onde o seu marido morreu pouco depois do nascimento do seu segundo filho.
Devido aos seus frequentes ataques de fúria, corria um rumor na corte de Durlach que dizia que a rainha era doente mental. Durante as suas gravidezes costumava tratar muito mal os seus criados e diz-se que não derramou uma única lágrima aquando da morte do marido no dia 26 de Março de 1732.
O seu sogro, o marquês Carlos III Guilherme de Baden-Durlach, não queria que o seu neto Carlos Frederico fosse influenciado pela mãe, mas mãe e filho continuaram a viver no Castelo de Carlsburgo em Durlach. Contudo, Amália vivia em aposentos separados, escondida do resto do mundo durante toda a sua vida. A educação dos seus dois filhos ficou a cargo da sua sogra, a princesa Madalena Guilhermina de Württemberg.

## Descendência
- Carlos Frederico de Baden (22 de Novembro de 1728 - 10 de Junho de 1811), primeiro grão-duque de Baden; casado com a condessa Carolina Luísa de Hesse-Darmstadt; com descendência.
- Guilherme Luís de Baden (14 de Janeiro de 1732 - 17 de Dezembro de 1788), nunca se casou; sem descendência.